# Plan Biz
 (mars 2012).
Si vous disposez d'ouvrages ou d'articles de référence ou si vous connaissez des sites web de qualité traitant du thème abordé ici, merci de compléter l'article en donnant les références utiles à sa vérifiabilité et en les liant à la section « Notes et références ».

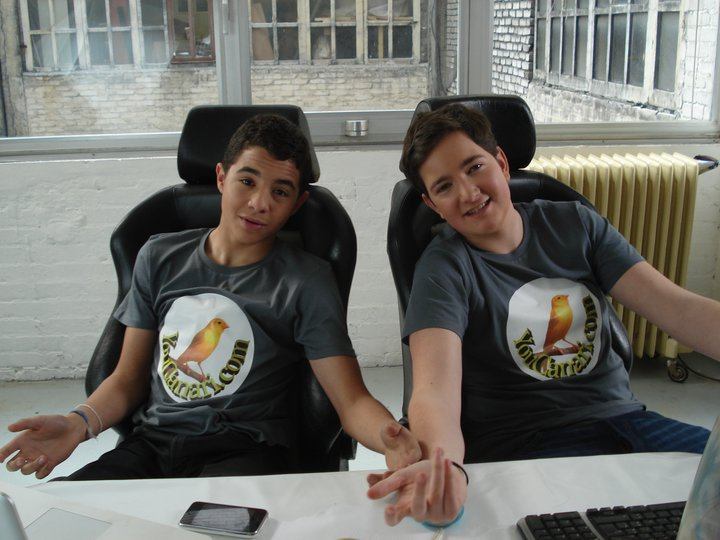
Samy Seghir et Jérémy Denisty dans Plan Biz

Plan Biz est une web-série créée par Stanislas Graziani et Éric Morillot, et constituée d'épisodes de 3 à 6 minutes.

## Synopsis
Bubu et Toufik sont les prochains Steve Jobs et Bill Gates. En tout cas ils y croient dur comme fer. Il ne leur reste plus qu'à en convaincre le reste du monde...
Dans la première saison de la série, Bubu et Toufik tentent de monter leur entreprise, un site de rencontres nommé Youcanari.
Dans la deuxième saison, ils décident de reprendre leurs études afin de mettre en œuvre un projet révolutionnaire et top secret.

## Personnages
- Bubu est la tête pensante du duo, le premier à prendre conscience des difficultés qu'implique la création d'entreprise.
- Toufik est le créatif du tandem : impulsif et imaginatif, il tente de mettre son bagout à profit pour tenter de convaincre différents partenaires.

## Historique
Le premier épisode de Plan Biz a été lancé le 18 septembre 2010.

La saison 1 de la série a totalisé près d'un million et demi de vues sur le net.

Après avoir connu le succès sur l'Internet, Plan Biz est d'abord diffusée sur la chaîne AB1 à partir du 2 mai 2011, puis sur RTL9 à partir du 28 janvier 2012.

Le projet a reçu le soutien du Ministère de l'Économie, de l'Industrie et de l'Emploi.